# More Songs About Buildings and Food
More Songs About Buildings and Food è il secondo album in studio dei Talking Heads prodotto da Brian Eno e pubblicato nel 1978 dalla Sire Records. L'album ebbe molta più popolarità rispetto al loro album di debutto, Talking Heads: 77.

## Descrizione
In questo disco il gruppo mescola influenze funky, bubblegum, country, reggae e punk con la voce inconfondibile di David Byrne. Successivamente all'uscita del disco il gruppo ebbe un grande successo nelle esibizioni live, anche se le vendite del disco furono abbastanza deludenti.
Il disco è collocato alla ventinovesima posizione della classifica Billboard's Pop Albums e la traccia Take Me to the River, cover della canzone di Al Green si trova alla posizione 26 della classifica Pop Singles del 1979.
La copertina del disco, realizzata dallo stesso David Byrne, è un mosaico fotografico raffigurante i componenti del gruppo e realizzato con 529 fotografie Polaroid.
Andy Partidge degli XTC ha raccontato di aver suggerito il titolo del disco a Byrne.
Nel 2003 More Songs About Buildings and Food è stato inserito alla posizione 382 dei migliori 500 dischi di tutti i tempi secondo la rivista Rolling Stone ed è considerato il quarantacinquesimo migliore album degli anni settanta secondo la Pitchfork Media.
Nel 2005 è stata pubblicata, dalla Warner Music Group, una riedizione rimasterizzata in formato DualDisc contenente quattro bonus track nel lato CD-Audio. Il lato DVD-Audio contiene, invece, un video dell'esecuzione di Found a Job and Warning Sign. Tale ristampa è stata prodotta da Andy Zax e dai Talking Heads.

## Tracce
1. Thank You for Sending Me an Angel – 2:11
2. With Our Love – 3:30
3. The Good Thing – 3:03
4. Warning Sign – 3:55
5. The Girls Want to Be With the Girls – 2:37
6. Found a Job – 5:00
7. Artists Only – 3:34 (David Byrne, Wayne Zieve)
8. I'm Not in Love – 4:33
9. Stay Hungry – 2:39 (David Byrne, Chris Frantz)
10. Take Me to the River – 5:00 (Al Green, Teenie Hodges)
11. The Big Country – 5:30

## Formazione
- David Byrne – voce, chitarra, percussioni
- Chris Frantz – batteria, percussioni
- Jerry Harrison – pianoforte, organo, sintetizzatore, chitarra
- Tina Weymouth – basso

### Altri collaboratori
- Brian Eno – sintetizzatore, pianoforte, chitarra, percussioni
- Tina & The Typing Pool – voce in The Good Thing

## Classifiche

### Classifiche settimanali
| Classifica (1978/79) | Posizione massima |
| -------------------- | ----------------- |
| Australia            | 46                |
| Canada               | 42                |
| Nuova Zelanda        | 4                 |
| Regno Unito          | 21                |
| Stati Uniti          | 29                |

### Classifiche di fine anno
| Classifica (1979) | Posizione |
| ----------------- | --------- |
| Nuova Zelanda     | 17        |
| Stati Uniti       | 49        |